# Heavy D
Heavy D, de son vrai nom Dwight Errington Myers, né le 24 mai 1967 et mort le 8 novembre 2011, est un rappeur, acteur et producteur américain d'origine jamaïcaine. Il est l'ancien leader du groupe Heavy D and the Boyz, un groupe de hip-hop aux côtés des danseurs et chanteurs G-Whiz (Glen Parrish), « Trouble » T. Roy (Troy Dixon), et Eddie F (né Edward Ferrell). Le groupe se maintient pendant les années 1990 et publie cinq albums produits par Teddy Riley, Marley Marl, DJ Premier, Pete Rock (cousin d'Heavy D) et Eddie F.

## Biographie

### Carrière
Heavy D naît le 24 mai 1967 à Mandeville, en Jamaïque, d'une mère, Eulahlee Lee, infirmière, et d'un père, Clifford Vincent Myers, machiniste. Au début des années 1970, sa famille emménage à Mount Vernon, dans l'État de New York où il grandit.
Heavy D and the Boyz est le premier groupe signé sur le label Uptown Records, avec Heavy D comme chanteur et seul rappeur du groupe. Eddie F devient l'un des producteurs et le DJ du groupe. Les deux autres membres, T-Roy et G-Wiz, sont les danseurs. Leur premier album, Living Large, est publié en 1987. L'album est bien accueilli par la presse spécialisée, et contient quatre singles à succès. Le danseur Troy « Trouble T. Roy » Dixon décède à 22 ans, succombant à une chute mortelle le 15 juillet 1990 à Indianapolis, dans l'Indiana. La mort de Dixon mène à la publication de l'album posthume, Peaceful Journey, certifié multiple disque de platine. Pete Rock and CL Smooth rendent hommage à Trouble T. Roy avec They Reminisce Over You (T.R.O.Y.), considéré comme un classique du hip-hop.
En 1989, Heavy D participe à la chanson de Janet Jackson, Alright. Cette chanson ainsi que Rapture de Blondie, enregistrée en 1980, sont les premiers singles pop notables à faire participer un rappeur, ce qui mènera ainsi à de futures collaborations similaires. La chanson atteint également le Billboard Hot 100.
En 1991, Heavy D a organisé avec Sean « Diddy » Combs une collecte de fonds pour la lutte contre le sida au gymnase du City College of New York (CCNY), après un match de basket caritatif. L'événement a été surbooké et environ 5000 personnes ont tenté de s'entasser dans le gymnase (qui avait une capacité de 2730 places) puis une bousculade a fait 9 morts et 29 personnes blessées. Aucune accusation criminelle n'a été portée à la suite de l'incident, bien que plusieurs poursuites pour décès injustifiés et blessures corporelles aient été déposées.
En 1992, il participe à la chanson et au clip de Michael Jackson Jam. Il se popularise encore plus en chantant le thème de la série télévisée In Living Color et aussi dans MADtv. Heavy D se concentre par la suite sur sa carrière d'acteur, puis revient dans le domaine musical avec l'album Nuttin' But Love. Après avoir joué dans Riff Raff à la Circle Repertory Company, Heavy D enregistre le tube Waterbed Hev.
Toujours membre d'Uptown Records, Myers tente de convaincre Andre Harrell d'engager Sean Combs. À cette période, Myers développe également le boys band Soul for Real, et en devient le producteur et auteur de leur album à succès, Candy Rain en 1995 . Il devient ensuite vice-président senior chez Universal Music.
Il enfante une petite fille en 2000 pendant sa relation avec Antonia Lofaso, concurrente de la série américaine Top Chef.

### Décès
Heavy D et Eddie F jouent aux BET Hip Hop Awards le 11 octobre 2011. Il s'agit de leur première performance télévisée en 15 ans qui s'avère être la dernière d'Heavy D. Myers qui meurt le 8 novembre 2011 à l'âge de 44 ans. Il est amené depuis Beverly Hills au Cedars-Sinai Medical Center. La mort d'Heavy D est originellement rapportée par la presse comme liée à une pneumonie. Un rapport d'autopsie, publié le 27 décembre 2011, montre que le rappeur serait décédé d'une embolie pulmonaire. D'autres rappeurs comme MC Hammer rendent hommage à Heavy D,. Ses funérailles ont eu lieu à l’église baptiste de la grâce à Mount Vernon (New York).

## Discographie

### Albums studio
- 1997 : Waterbed Hev
- 1999 : Heavy
- 2008 : Vibes
- 2011 : Love Opus

### Albums d'Heavy D and the Boyz
- 1987 : Living Large
- 1989 : Big Tyme
- 1991 : Peaceful Journey
- 1993 : Blue Funk
- 1994 : Nuttin' But Love

### Compilations
- 2000 : Heavy Hitz
- 2002 : 20th Century Masters – The Millennium Collection: The Best of Heavy D & The Boyz

### Clip vidéo
- 1992 : Jam de Michael Jackson

## Filmographie

### Cinéma
- 1993 : Who's the Man? de Ted Demme : lui-même (caméo)
- 1995 : New Jersey Drive : Bo-Kane
- 1997 : B*A*P*S : Heavy D
- 1997 : The Deli : Bo
- 1999 : L'Œuvre de Dieu, la part du Diable (The Cider House Rules) : Peaches
- 1999 : Perpète (Life) : Jake
- 2002 : Big Trouble : Pat Greer
- 2003 : Black Listed : Frankie
- 2003 : Dallas 362 : Bear
- 2004 : Larceny : Charles
- 2006 : Sexy Dance : Omar
- 2011 : Le Casse de Central Park (Tower Heist) : Le garde de la cour de justice

### Télévision
- 1990 : Booker (Série TV) : Fatz Turner
- 1992 : Les contes de la crypte (Tales from the Crypt) (Série TV) : Farouche
- 1993 : Roc (Série TV) : Calvin Hendricks
- 1994-1996 : Living Single (Série TV) : Darryl
- 1995 : Le Prince de Bel Air ( The Fresh Prince Of Bel Air) (Série TV) : S.1 ép.9 : Lui-même (caméo)
- 1999 : Le flic de Shanghai (Martial Law) (Série TV) : Gordon Ganza
- 2000 : For Your Love (Série TV) : Dexter
- 2000-2003 : Boston Public (Série TV) : Mr. Lick / Big Boy
- 2003-2004 : The Tracy Morgan Show (Série TV) : Bernard
- 2005 : Bones (Série TV) : Sid Shapiro
- 2005 : Oui, chérie ! (Yes, Dear!) (Série TV) : Charlie
- 2011 : Are We There Yet (Série TV) : Craig
- 2011 : New York, unité spéciale : Supreme (saison 13, épisode 2)